# Babette Cole
Pour les articles homonymes, voir Cole.
Babette Cole, née le 10 septembre 1949 à Jersey (Royaume-Uni) et morte le 15 janvier 2017 dans le Devon, est une écrivaine et illustratrice britannique pour enfants. 

## Biographie
Babette Cole naît à Jersey dans les îles Anglo-Normandes.  Elle fréquente le Canterbury College of Art (maintenant l'Université des arts créatifs) et reçoit un baccalauréat spécialisé de première classe. Elle travaille sur des programmes pour enfants tels que Bagpuss, en collaboration avec Oliver Postgate et Peter Firmin, et Jackanory pour la BBC. 
Durant toute sa carrière, Cole a réalisé plus de 150 albums. Son best-seller, Doctor Dog, a été adapté pour devenir une série de dessins animés pour enfants à succès. Des comédies  avec des titres comme Le problème avec ma mère, Princesse Finemouche et Le livre qui pue représentent une grande partie de son œuvre. 
Elle passe son temps à écrire, visiter des écoles et voyager. Après une courte maladie, elle meurt le 15 janvier 2017 à l'âge de 67 ans dans le Devon.

## Œuvres traduites en français
- 1982
  - Ne sortez pas ce soir, les monstres sont arrivés, Paris, F. Nathan (BNF 34854721)
- 1983
  - Qui a volé le monstre ?, Paris, F. Nathan (BNF 34740387)
  - Le crocodile amoureux, Paris, Magnard (BNF 34730612)
  - Le problème avec ma mère, Paris, Seuil, 1983, 27 p. (ISBN 978-2-02-006527-6 et 2-02-006527-4, BNF 34730246)
- 1984
  - Gare au vétérinaire, Seuil, Seuil, 1984 (ISBN 978-2-02-006883-3 et 2-02-006883-4)
  - Poilus, velus, barbus, Paris, Gallimard, 1984, 31 p. (ISBN 978-2-07-056184-1 et 2-07-056184-4)
- 1985
  - Le problème avec mon père, Paris, Seuil, 1985 (ISBN 978-2-02-008915-9 et 2-02-008915-7)
- 1986
  - Princesse Finemouche, Paris, Seuil, 1986 (ISBN 978-2-02-009335-4 et 2-02-009335-9)
- 1987
  - Prince Gringalet, Paris, Seuil, 1987, 32 p. (ISBN 978-2-02-009798-7 et 2-02-009798-2)
  - Le livre qui pue, Paris, Flammarion, 1987, 30 p. (ISBN 978-2-08-171175-4 et 2-08-171175-3)
  - Le problème avec ma grand-mère, Paris, Seuil, 1987 (ISBN 978-2-02-009533-4 et 2-02-009533-5)
- 1988
  - Le P'tit roi Chamboule-Tout, Paris, Seuil, 1988, 2 p. (ISBN 978-2-02-010332-9 et 2-02-010332-X)
  - Vas-y Léon !, Paris, Seuil, 1988 (ISBN 978-2-02-010373-2 et 2-02-010373-7)
- 1989
  - Le livre stupide, Paris, A. Michel, 1989 (ISBN 978-2-226-03599-8 et 2-226-03599-0)
- 1990
  - Joyeux anniversaire, Paris, A. Michel jeunesse, 1990 (ISBN 978-2-226-04053-4 et 2-226-04053-6)
  - Cet amour de Cupidon, Paris, Seuil, 1990, 32 p. (ISBN 978-2-02-011448-6 et 2-02-011448-8)
- 1991
  - Hourra Ludvina, Paris, Seuil, 1991 (ISBN 978-2-02-012997-8 et 2-02-012997-3)
  - Tarzana, Paris, Seuil, 1991 (ISBN 978-2-02-013461-3 et 2-02-013461-6)
- 1992
  - Le problème avec mon oncle, Paris, Seuil, 1992 (ISBN 978-2-02-015165-8 et 2-02-015165-0)
- 1993
  - Comment on fait les bébés, Paris, Seuil, 1993 (ISBN 978-2-02-020332-6 et 2-02-020332-4)
  - Supermoo !, Paris, Gautier-Languereau, 1993 (ISBN 978-2-01-019835-9 et 2-01-019835-2)
- 1994
  - Médechien de famille, Paris, Seuil, 1994 (ISBN 978-2-02-022221-1 et 2-02-022221-3)
- 1995
  - Les poissons, Seuil jeunesse
  - Les chiens, Seuil jeunesse
  - Les chats, Seuil jeunesse
  - Les poneys, Seuil jeunesse
  - Fais pas ci, fais pas ça, Seuil jeunesse
- 1996
  - Raides morts !, Seuil jeunesse
- 1997
  - Ma frangine, Seuil
- 1998
  - Sale gosse ! ou l'incroyable histoire d'Agrippine Coudenet

- 1999
  - Poils partout
- 2000
  - J'ai une peur bleue des animaux

- 2001
  - Mon amour
  - Les bonnes manières
- 2002
  - Le livre fou, gluant, puant, poilu
- 2003
  - Maman ne m'a jamais dit, Paris, Seuil (BNF 38988900)

## Prix
Cole remporte le prix Kurt Maschler pour Drop Dead en 1996, qu'elle a écrit et illustré. 
Elle est finaliste de la médaille Kate Greenaway, le prix annuel de la Library Association pour l'illustration de livres pour enfants britanniques, pour Princesse Finemouche en 1986 et Prince Gringalet en 1987.

## Crédit d'auteurs
- (en) Cet article est partiellement ou en totalité issu de l’article de Wikipédia en anglais intitulé « Babette Cole » (voir la liste des auteurs).